# Populus szechuanica
Populus szechuanica é uma espécie de árvore do gênero Populus, pertencente à família Salicaceae. É nativa do nordeste da Ásia.